# Sartorius Szabó János
Sartorius Szabó János, névváltozat: Sartori (Győr, 1695. február – Nemescsó, 1756. november 20.) evangélikus lelkész. 

## Életpályája
Tanult Besztercebányán és Rozsnyón. 1719. október 5-én iratkozott be a wittenbergi egyetemre. Előbb a Berlinben tartózkodó magyar katonák tábori lelkésze volt, majd visszatért Magyarországra. Miután a rozsnyói lelkészi állást nem nyerhette el, az irodalommal foglalkozott és 1723 szeptemberében győri conrector és diakónus. Két ízben is volt püspökjelölt. Mások szerint nevelő vagy magántanár volt Assakürtön 1724-ig, ekkor Nagypalugyára hívták rektornak; később Dobsinán élt. 1725-ben Krman Dániel püspök szentelte lelkésszé. 1729 elején nemescsói lelkész lett, ezen hivatalát 27 és fél évig viselte, ott hunyt el 1756-ban.

## Művei
- Sententiam Henrici Mori de enthusiasta prae atheo incurabili dissertatione theologica... excutiet... praes. Mart. Chladenio. Wittenbergae, 1721.
- De suffragio pulchritudinis in electione principum suffragante amplissima philosophica in acad. Vitenberg. U. ott, 1722.
- Dissertatio philologica de tiaris minorum sacerdotum ex lege Exod. XXVIII. 40. et XXIX. 9. Vitenberg, 1722.
- Dissertatio theologica de defectibus Afflictionum Christi a Paulo supplendis ex Coloss. I. 24. Praesidente... Io. Casp. Haferung... Anno... 1730. V. Kal. Nov. publice proponit. Vitenberg.
- Ara observantiae quam Dno Jo. Godofredo Krausio, cum Kalendas Januarias anni 1730. in ordem redeuntis feliciter auspicaretur debitam religionis observantiam atque pietatem tanquam maecenati suo testaturus summa cum animi pietate sacram esse voluit. Vitenberg.
- Az egy idvezitő áldott Ur Jesus nevében. Az igaz idvösség uttyara mutato és szent penitentia tartasra serkengető: magyar lelki ora. Avagy olly egész enekes koenyv a mellyben, nem tsak a graduálisbul, aranylántzbul, halotti könyvecskébül és psalmusokbúl, sok fogyatkozásoktúl meg-tisztítatott s jó rendbe szedetett enekek, mint egy summában bé-foglaltatnak; de sok német, tseh és deák nyelvekbül is, ennek előtte nyomtatásban nem láttatott, buzgósággal tellyes uj isteni ditséretek is fel-találtatnak: Mostanában leg először, illyen formában magyar hazájának lelki épülésére világosságra ki bocsátott. Vitembergában 1730.
- Szent penitentiara serkengető és az igaz üdvösség utyara mutató magyar lelki oranak harmadik fertállya és része, avagy olly drágalátos imadsagos könyvetske, mellyben az aranylantz egészben ben van. Az engesztelő aldozattul penig sátros és egyéb üdnepekre való szép könyörgések foglaltatnak, azokhoz igen gyönyörűséges németbül magyarra fordíttatott imádságok is, három deák ékes énekekkel együtt, hozzá adattak: kiket a kegyes híveknek lelki hasznokra, most leg először illyen rendben öszve szedvén világoságra botsátot. Vitenberg, 1732.
- Negyedik Része avagy ollyan: A szent Bibliábol kiszedett, igazán idvezítő keresztyéni hitnek fundamentoma... Kérdésekben s feleletekben. Imádságokkal és enekekkel együtt. Hely n., 1733.
- Atyafiságos serkentések. Jena, 1736. (Ford. Wolf és Rogallen után Bárány Györggyel együtt.)
- Gyermekeknek kézi könyvecskéje. Jena, 1740. (Rambach után ford. 2. kiadás. 1760.)
- Arnd Jánosnak az igaz keresztyénségről irott negy könyvei. Jena, 1741. (Bárány Györggyel és Vásonyi Mártonnal ford.)
- Luther M. kis katechismusa. Nürnberg, 1747.
- A mi Urunk J. Krisztus uj testamentuma. Lauban, 1754. (Az eredetiből ford. Bárány György és Bárány János társaságában.)